# La Victoria (Sonora)
La Victoria es una localidad situada en el municipio de Hermosillo, en el estado de Sonora, México. Según el censo de 2020, tiene una población de 2237 habitantes.

## Geografía
La loalidad está situada en las coordenadas geográficas 29°07'23" de latitud norte y 110°53'29" de longitud oeste, a una elevación de 231 metros sobre el nivel del mar.